# 枝変わり

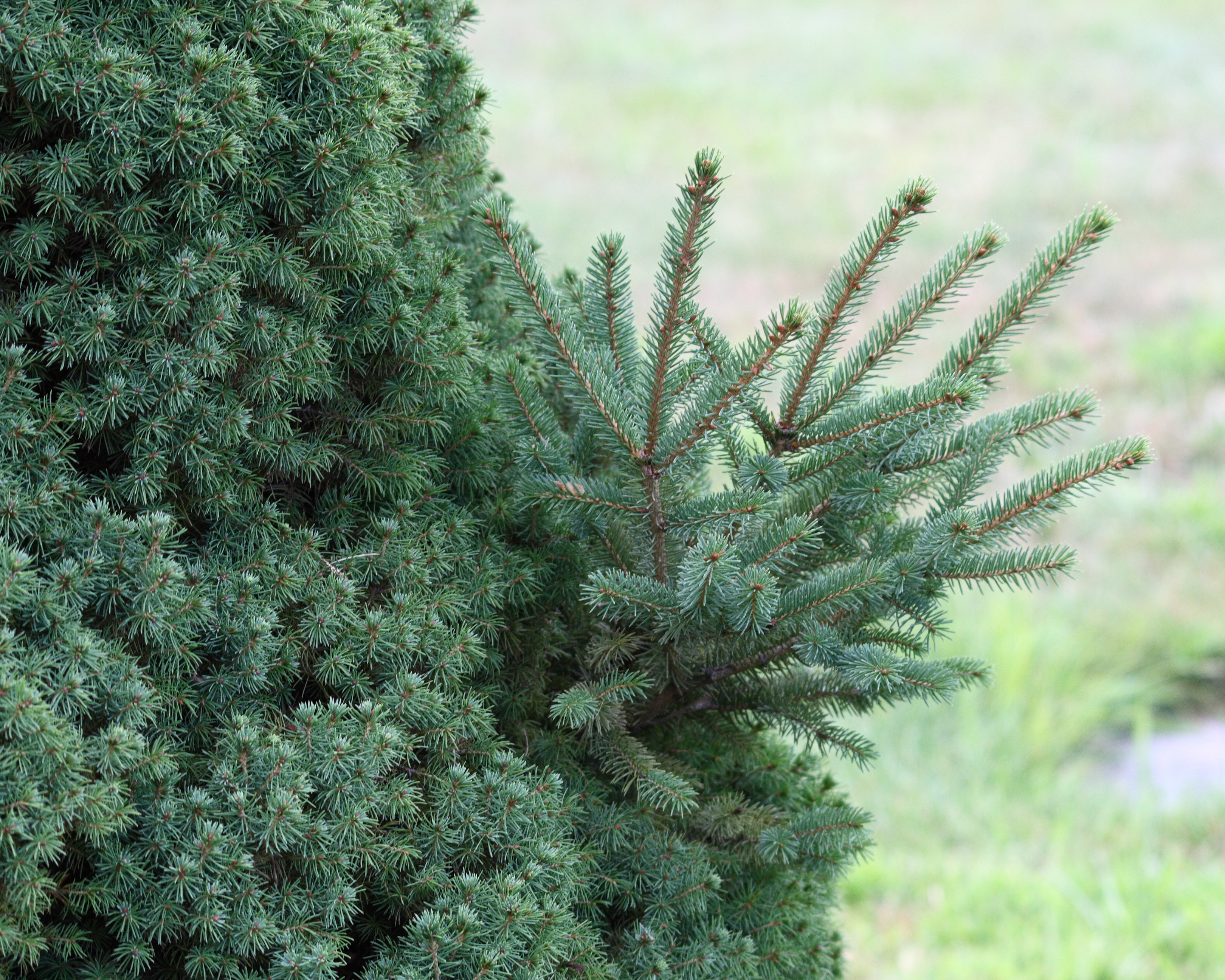
コニカ（カナダトウヒの変種）に生じた枝変わり

枝変わり（えだがわり、bud sport）とは、植物のある枝だけに関して、新芽・葉・花・果実などが、成長点の突然変異などによって、その個体が持っている遺伝形質とは違うものを生じる現象である。動物であれば、体細胞の突然変異が新たな個体に反映することはまずあり得ないが、植物では成長点から先へ先へと体が作られてゆくため、変異しなかった部分と区別され、形質として固定する可能性がある。
野生植物に出れば、変わり物となる。この枝を挿し木等すれば、新しい品種となる可能性がある。園芸植物に出る場合は、多くの場合、斑入り葉が無地になったり、八重咲きの花が一重になるなど、親より劣ったものになるが、まれに親より優れたものや、新品種として残しておく価値のあるものが出現することもある。日本の伝統的な園芸種である皐月には、枝変わりによってできた品種がいくつかある。また、温州みかんでは枝変わりによる品種が多く登録されている。

## 果樹
果樹の枝変わりは、新品種の発見や同一品種でも系統選抜に利用される。

### 温州ミカンの枝変わり品種
- 寿太郎温州　(元の品種：青島温州)
- 宮本早生、上野早生、盛田温州、させぼ温州　小原紅早生　(元の品種：宮川早生)
- 日南一号、岩崎早生、田口早生　(元の品種：興津早生)

### カキの枝変わり品種
- 刀根早生（元の品種：平核無柿）[1]